# Motte castrale de Saint-Sever-Calvados
La motte castrale de Saint-Sever-Calvados est un ancien château de terre et de bois qui se dresse sur le territoire de l'ancienne commune française de Saint-Sever-Calvados, dans le département du Calvados, en région Normandie. Elle est classée au titre des monuments historiques.

## Localisation
La motte est située en forêt de Saint-Sever, à l'extrémité d'une crête, dans l'angle formé par l'étang du Vieux Château, à 1,4 kilomètre au sud-ouest du bourg de Saint-Sever-Calvados, commune déléguée de la commune nouvelle de Noues de Sienne, dans le département français du Calvados.

## Historique
La motte castrale, située à 500 m au sud de la voie romaine allant d'Avranches à Vieux, est occupée entre 1000 et 1050. À cette dernière date, elle est détruite par un incendie. Richard Goz, baron normand du XIe siècle, vicomte de l'Avranchin, construit l'abbaye de Saint-Sever. La localisation de la motte ne permet pas de protéger l'établissement monastique et le site est abandonné.

## Description
La motte féodale relativement bien conservée, avait été dès le XIXe siècle, dessinée par Arcisse de Caumont. Elle est flanquée à l'ouest d'une basse-cour, l'ensemble ceint d'un rempart de terre.

## Protection
La motte castrale est classée au titre des monuments historiques par arrêté du 11 mars 1983.